# Vrije en Lage Boekhorst

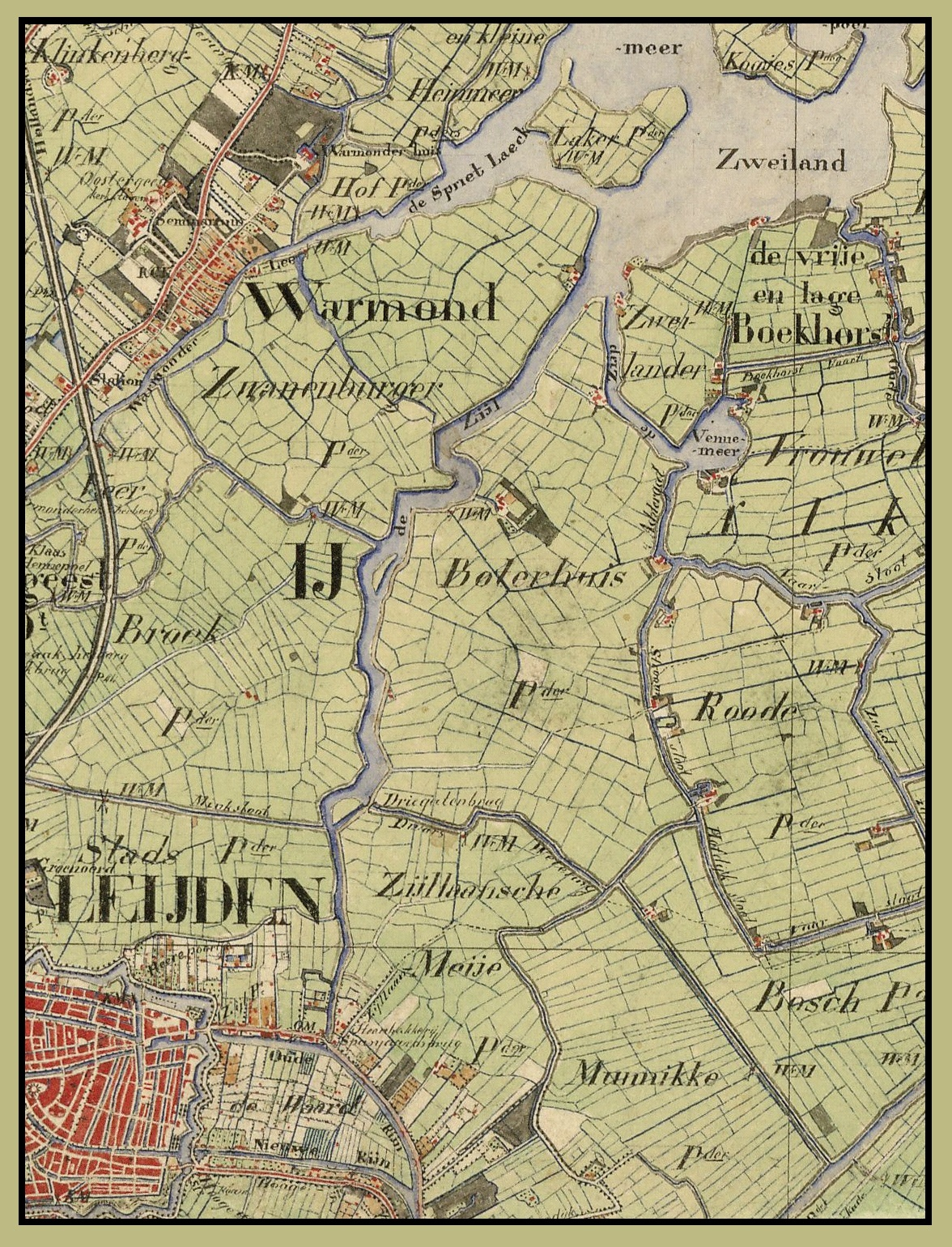
Kaart uit 1850-1851 met de ligging van de gemeente Vrije en Lage Boekhorst (1817-1855) in de Zweilanderpolder

Vrije en Lage Boekhorst was van 1817 tot 1855 een zelfstandige gemeente in de Nederlandse provincie Zuid-Holland, welke in 1855 onderdeel werd van de gemeente Alkemade.
Door een kennelijk misverstand was het grondgebied op 1 januari 1812 als gemeentelijke exclave ingedeeld bij de gemeente Noordwijkerhout, waar de Hoge Boekhorst deel van uitmaakte. Vrije en Lage Boekhorst werd in 1817 hiervan losgemaakt en als zelfstandige gemeente gecreëerd. Het was een kleine gemeente met een oppervlakte van 35 ha en ongeveer 60 inwoners in de Zweilanderpolder onmiddellijk ten westen van de buurtschap Zevenhuizen.